# Ampfing
Ampfing – miejscowość i gmina w Niemczech, w kraju związkowym Bawaria, w rejencji Górna Bawaria, w regionie Südostoberbayern, w powiecie Mühldorf am Inn. Leży około 9 km na zachód od Mühldorf am Inn, nad rzeką Isen, przy drodze B12 i linii kolejowej Monachium – Wels.

## Demografia
Dane o ludności z 31 grudnia 2008:
| Opis                                | Ogółem | Ogółem | Kobiety | Kobiety | Mężczyźni | Mężczyźni |
| ----------------------------------- | ------ | ------ | ------- | ------- | --------- | --------- |
| Jednostka                           | osób   | %      | osób    | %       | osób      | %         |
| Populacja                           | 6077   | 100    | 3043    | 50,07   | 3034      | 49,93     |
| Wiek przedprodukcyjny (0–17 lat)    | 1120   | 18,43  | 543     | 8,94    | 577       | 9,49      |
| Wiek produkcyjny (18–65 lat)        | 3745   | 61,63  | 1805    | 29,7    | 1940      | 31,92     |
| Wiek poprodukcyjny (powyżej 65 lat) | 1212   | 19,94  | 695     | 11,44   | 517       | 8,51      |

## Polityka
Wójtem gminy jest Ottmar Wimmer z CSU, rada gminy składa się z 20 osób.
|      | CSU | SPD | FuAKL | Zieloni | Razem |
| 2008 | 11  | 2   | 6     | 1       | 20    |
| 2002 | 11  | 2   | 6     | 1       | 20    |